# Barrage du Marillet
Le barrage du Marillet a été mis en eau en 1986, situé sur les communes de Château-Guibert, en Vendée, sur le cours d'eau du Marillet.   
Le barrage du Marillet est un barrage-poids en béton, il a une hauteur de 16 m au-dessus du terrain naturel (côte de la crête 27 m NGF) et d’une longueur en crête de 180 m. Le barrage crée une retenue artificielle de 7,2 millions de m3. Ce barrage dispose de deux types d’organe permettant d’évacuer les crues : 6 siphons d’une débitance totale de 150 m3/s et 2 vannes de vidange de fond (type wagon) d’une débitance totale de 135 m3/s. Le barrage est aussi équipé d’une usine hydroélectrique incluse dans un des plots centraux. Cette usine hydroélectrique est à l'arrêt et en attente de réhabilitation[Quand ?][réf. nécessaire].
La côte du plan d’eau normal est à 24 m NGF. Pour optimiser l'effet écréteur de crue, le plan d’eau est abaissé en période hivernale à la cote 22 m NGF.

## Histoire
La construction s'est étalée de 1983 pour la pose de la première pierre à 1986 pour la fin de la construction et mise en service.

## Géographie
Son bassin versant a une superficie de 135 km2. 

## Usine
Il approvisionne une usine d'eau potable d'une capacité de 20 000 m3/jour.